# Cittadella (stacja kolejowa)
Cittadella (włoski: Stazione di Cittadella) – stacja kolejowa w Cittadelli, w prowincji Padwa, w regionie Wenecja Euganejska, we Włoszech. Jest stacja węzłową na liniach Padwa – Bassano i Vicenza – Treviso.
Infrastruktura stacyjna jest zarządzana przez Rete Ferroviaria Italiana i według klasyfikacji posiada kategorię srebrną.

## Historia
Stacja została otwarta w 1877 roku podczas otwarcia linii Bassano-Padwa i Vicenza-Treviso, budowanych i eksploatowanych przez Società Veneta.

## Infrastruktura
Kompleks składa się z pasażerskiego budynku kolejowego pasażerskiego, w którym niedawno zamknięto kasy biletowe. Obecnie dystrybucja biletów jest możliwa poprzez automaty biletowe.
Stacja wyposażona jest w 5 peronów, połączonych ze sobą przejściem podziemnym oraz zadaszone przez wiaty peronowe.
Pozostałe tory są wykorzystywane przez pociągi towarowe.

## Linie kolejowe
- Padwa – Bassano
- Vicenza – Treviso